# Кимрский краеведческий музей
Кимрский краеведческий музей — музейное пространство, в котором экспозиция посвящена истории и развитию сапожного ремесла в Кимрском крае.
Является филиалом Тверского государственного объединённого музея.

## История и экспозиция
Музей основан в 1918 году. Кимры относятся к числу наиболее изученных в археологическом отношении в Тверской области городам. Кимрский район — родина выдающегося авиаконструктора А. Н. Туполева.
Экспозиция музея открыта с 6 июля 1990 года. Она знакомит посетителей с историей края с древнейших времен до наших дней. В экспозиции представлены карты и фотографии археологических памятников, подели погребения фатьяновской культуры. Орудия труда и охоты, выполненные из кремня и сланца, бытовые вещи, украшения из бронзы, железа, кости и стекла, богатая коллекция керамики дают наглядное представление о жизни населения края в древнейшие времена.
Исторические разделы открываются уникальными документами, главным из которых является грамота Великого князя Ивана Васильевича Грозного от 1546 года, где впервые упоминаются Кимры.
В этом разделе экспозиции представлены подлинные предметы XVI—XVIII веков: шитая золотом икона, оружие, крестьянская утварь, кованые царские врата церкви Живоначальной Троицы конца XVII века. Здесь же посетители знакомятся с дошедшим до нас первым изображением Кимр — гравюрой А. Грекова «Село Кимры с луговой стороны Волги» 1772 г.
Экспозиция богата интерьерами. Например, столовая зажиточного крестьянина конца XIX века, гостиная в стиле модерн начала XX века, старинная мебель, посуда, одежда и фотографии начала XX века.
В собрании музея представлена панорама «Славное село Кимры», которая выполнена по старым фотографиям и позволяет получить наглядное представление о столице «сапожного царства» рубежа XIX—XX веков.
В музее собрана коллекция обуви, более двух тысяч образцов. Среди экспонатов гетры и полугетры XIX века, выполненные из хромового опойка на модном каблучке «рюмочка».
Отдельный зал экспозиции отведен под многочисленные материалы, рассказывающие о Великой Отечественной войне, о кимряках, сражавшихся на её фронтах.
О городе последний десятилетий рассказывают предметы быта, продукция кимрский предприятий: обувных, швейной и трикотажной фабрик, станкостроительного и машиностроительного заводов.

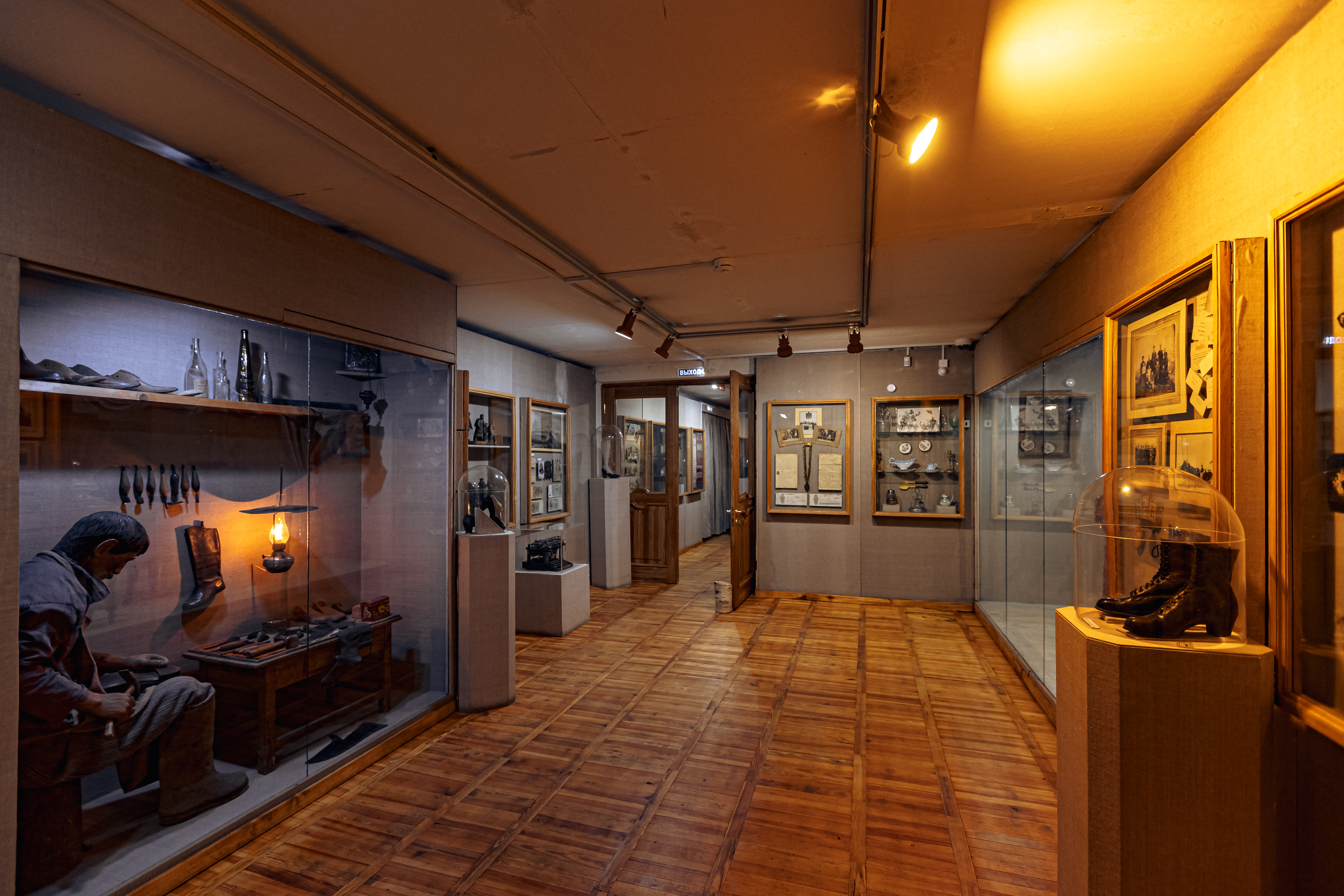
Экспозиция Кимрского краеведческого музея1

В 2017 году в музее открылся музейный центр «Столица сапожного царства» — новое интерактивное музейное пространство. Интерактивная музейная экспозиция, состоящая из трех разделов, воссоздает неповторимый образ Кимр на рубеже XIX—XX вв. Она знакомит посетителей с внешним обликом, историей и бытом торгового села, известного как столица сапожного царства.

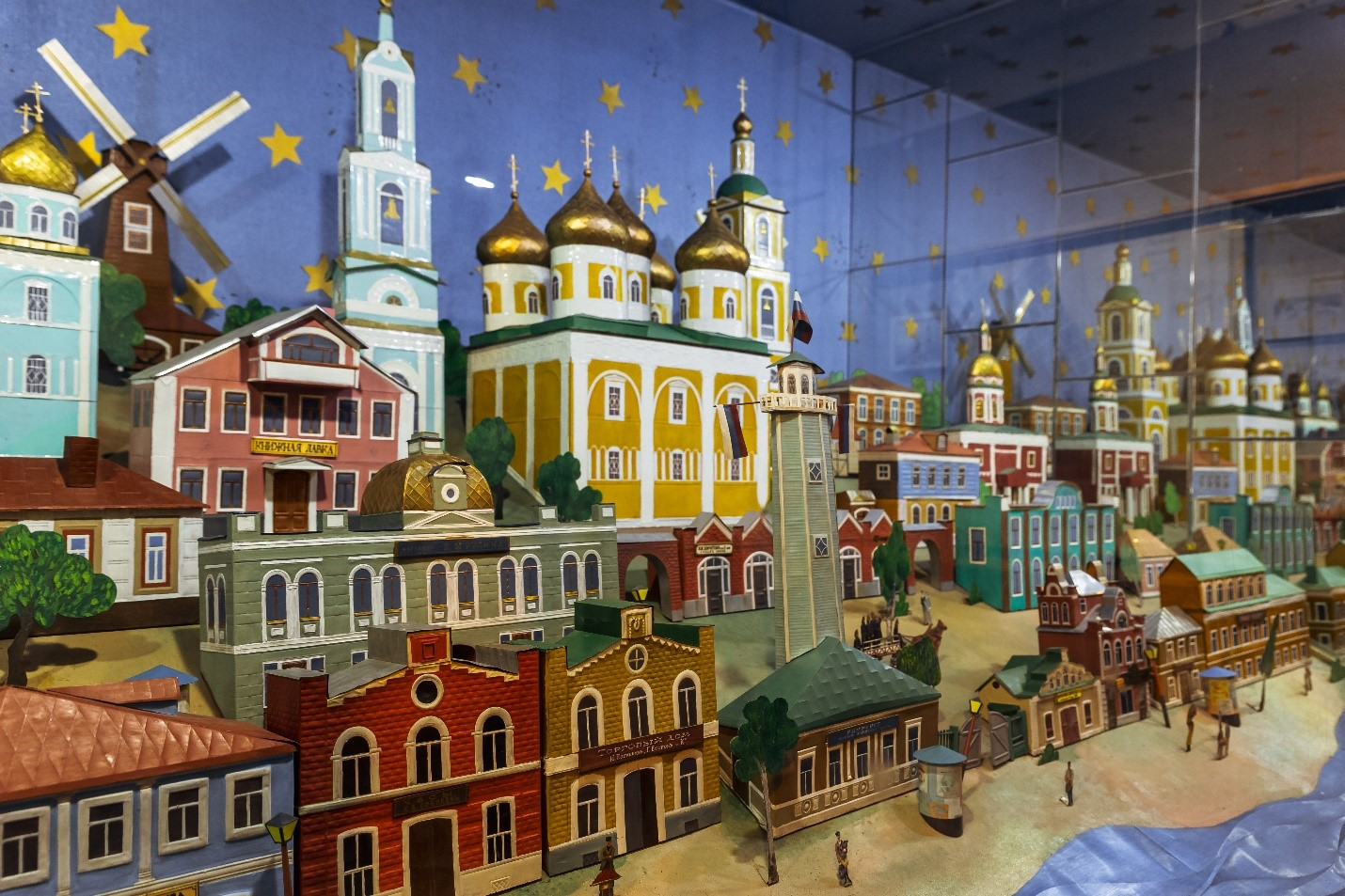
Экспонат Кимрского музея

1. 1 2   Архивная копия от 15 ноября 2021 на Wayback Machine
2. ↑  Якубович, Н. В. (Николай Васильевич). Боевые самолеты Туполева. — I︠A︡uza, 2010. — ISBN 978-5-699-38748-9, 5-699-38748-X.
3. ↑  Кимрский краеведческий музей. tvermuzeum.ru. Дата обращения: 15 ноября 2021. Архивировано 15 ноября 2021 года.

## Ссылки

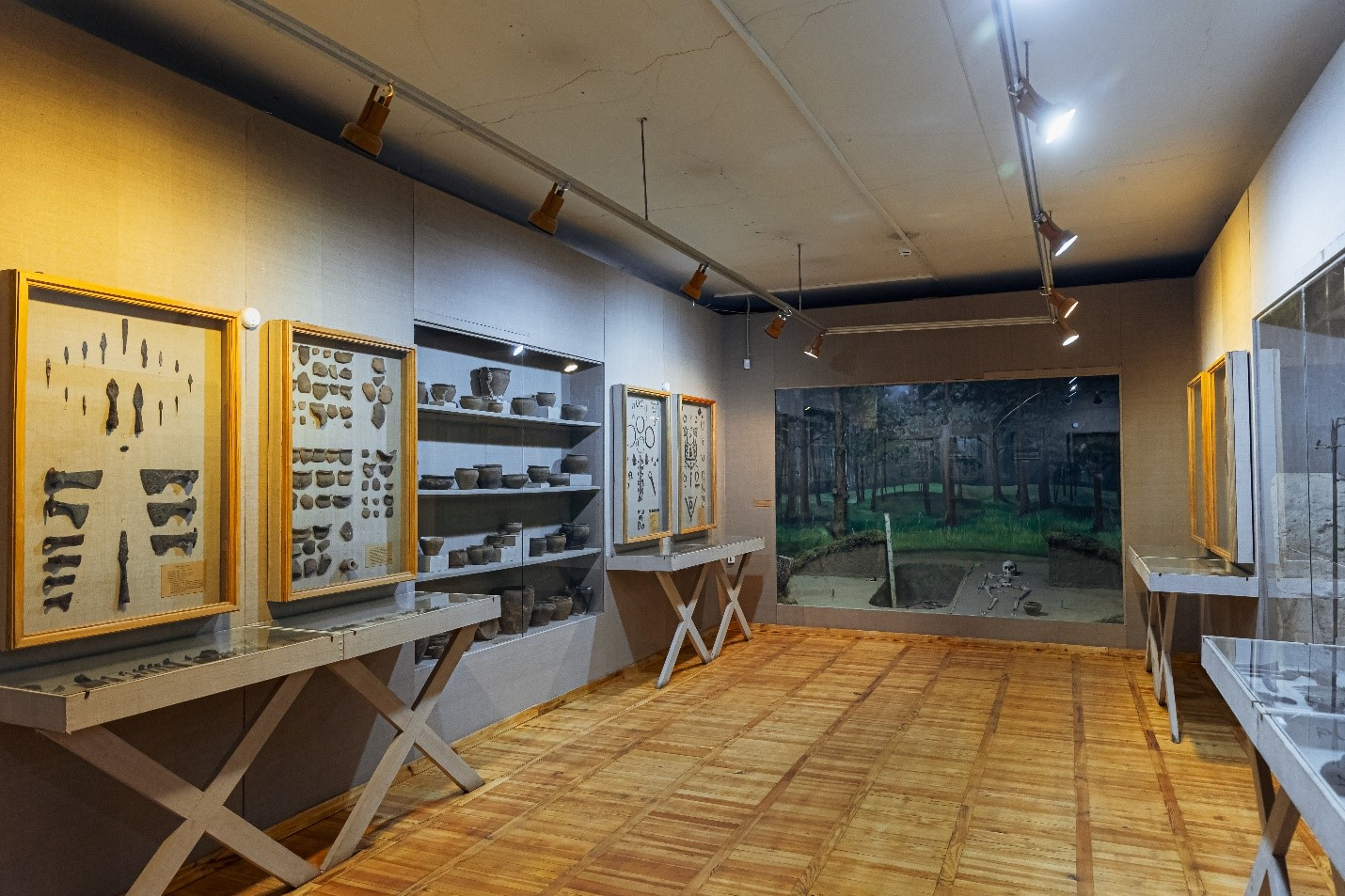
Экспозиция Кимрского музея